# Hutamaia plei
Espèce
Hutamaia plei est une espèce d'opilions laniatores de la famille des Ampycidae.

## Distribution
Cette espèce est endémique d'Amazonas au Brésil. Elle se rencontre vers Jutaí.

## Description
La carapace du mâle holotype mesure 1,9 mm de long sur 2,6 mm et l'abdomen 3,0 mm de long.

## Systématique et taxinomie
Cette espèce a été décrite par Tourinho et Mendes en 2014.

## Étymologie
Cette espèce est nommée en l'honneur d'Adriano Brilhante Kury.

## Publication originale
- Tourinho & Mendes, 2014 : « New species of the harvestmen Hutamaia (Laniatores: Gonyleptidae: Ampycinae) and generic diagnosis. » Zoologia, vol. 31, no 5, p. 463–474.